# 2025年大西洋颶風季
2025年大西洋颶風季包含了在2025年全年內的任何時間，於大西洋水域所產生的熱帶氣旋。雖然有關方面並沒有設下本颶風季的指定期限，但大部份於大西洋的熱帶氣旋通常都會於5月至12月期間形成。大西洋颶風季的編號為AL取L一字，並且大西洋的氣旋命名機構為美國國家颶風中心。更多關於北大西洋的颶風，請參見大西洋颶風季。

## 已被國際命名的熱帶氣旋

### 熱帶風暴安德里亞（Andrea）
6月21日，一個低氣壓在百慕大以東生成，美國海軍研究實驗室給予擾動編號90L。
6月24日上午11時，國家颶風中心直接將其升格為熱帶風暴，並命名為安德里亞（Andrea）。下午11時，國家颶風中心表示安德里亞已轉化為一後熱帶氣旋。

#### 事後調整
國家颶風中心將安德里亞的形成日期提前至6月23日。

### 熱帶風暴巴里（Barry）
6月26日，一個低氣壓在洪都拉斯以北生成，美國海軍研究實驗室給予擾動編號91L。
6月28日下午5時，國家颶風中心將其升格為熱帶低氣壓，給予熱帶氣旋編號02L。
6月29日上午11時，國家颶風中心將其升格為熱帶風暴，並命名為巴里（Barry）。下午11時，巴里在韋拉克魯斯州登陸，登陸時強度為30節（55公里每小时）。同時，國家颶風中心將其降格為熱帶低氣壓。
6月30日上午5時，國家颶風中心認為巴里已减弱為一殘餘低壓。

### 熱帶風暴錢特爾（Chantal）
7月3日，一個低氣壓在佛羅里達州以西近海生成，美國海軍研究實驗室給予擾動編號92L。
7月4日下午5時，國家颶風中心將其升格為熱帶低氣壓，給予熱帶氣旋編號03L。
7月5日上午8時，國家颶風中心將其升格為熱帶風暴，並命名為錢特爾（Chantal）。
7月6日上午5時，國家颶風中心表示錢特爾已在南卡羅萊納州登陸，其中心將移入內陸。上午11時，國家颶風中心將其降格為熱帶低氣壓。
7月7日上午11時，國家颶風中心表示錢特爾已轉化為一後熱帶氣旋。

### 熱帶風暴德克斯特（Dexter）
8月1日，一個低氣壓在南卡羅萊納州以東近海生成，美國海軍研究實驗室給予擾動編號95L。
8月3日下午11時，國家颶風中心直接將其升格為熱帶風暴，並命名為德克斯特（Dexter）。
8月7日上午11時，國家颶風中心認為德克斯特已轉化為一後熱帶氣旋。

### 颶風艾琳（Erin）
8月8日，一個低氣壓在西非近岸上空生成，美國海軍研究實驗室給予擾動編號97L。
8月11日上午11時，國家颶風中心直接將其升格為熱帶風暴，並命名為艾琳（Erin）。
8月15日上午11時，國家颶風中心將其升格為一級颶風。下午11時，國家颶風中心將其升格為二級颶風。
8月16日上午5時，國家颶風中心將其升格為三級颶風。上午5時50分，美國國家海洋和大氣管理局颶風獵人團隊使用偵測機偵測艾琳的持續風速增強至每小時130英里（相等于每小時215公里），即強度達到了四級颶風的標準。因此，國家颶風中心發佈更新說明並同時將其升格為四級颶風。上午11時20分，美國國家海洋和大氣管理局颶風獵人團隊使用偵測機偵測艾琳的持續風速增強至每小時160英里（相等于每小時260公里），即強度達到了五級颶風的標準。因此，國家颶風中心發佈更新說明並同時將其升格為五級颶風。下午8時，國家颶風中心將其降格為四級颶風。
8月17日上午2時，國家颶風中心將其降格為三級颶風。下午11時，國家颶風中心再度將其升格為四級颶風。
8月18日下午11時，國家颶風中心再度將其降格為三級颶風。
8月19日上午8時，國家颶風中心將其降格為二級颶風。
根據數據顯示，艾琳於15日上午11時仍維持一級颶風強度（持續風速每小時120公里），但在隨後24小時內迅速增強至五級颶風（持續風速每小時260公里）。若以24小時內中心氣壓下降幅度來計算，艾琳的增強程度，更創下大西洋颶風在9月1日之前的最快速的強度增長紀錄。  

## 風暴名稱
下面的名字將被用於2025年在北大西洋形成而又被命名的風暴。如果有退役名稱的話，將由世界氣象組織在2026年春天宣布。在這個名單中未退役的名字將在2031年的風季中再次使用。這是與2019年風季使用的名單大致相同。本年未用名稱以灰色表示，黑體字表示今年已經使用過，粗體名稱表示該風暴活躍中，橙色表示下一個即將使用的熱帶氣旋名稱。
在本風季中，德克斯特（Dexter）為首次使用，取代2019年大西洋颶風季中被除名的多利安（Dorian）。
| - Andrea - Barry - Chantal - Dexter - Erin | - Humberto（未用） - Imelda（未用） - Jerry（未用） - Karen（未用） - Lorenzo（未用） - Melissa（未用） - Nestor（未用） | - Olga（未用） - Pablo（未用） - Rebekah（未用） - Sebastien（未用） - Tanya（未用） - Van（未用） - Wendy（未用） |

## 颶風季影響
以下圖表顯示了2025年大西洋颶風季的所有熱帶氣旋以及它們的登陸資料（如有）。所有破壞及死亡數字都包括風暴在擾動及溫帶氣旋階段時的資料，在括號內的死亡人數屬於非直接，但仍與風暴有關的死亡。ACE的計算公式：{\displaystyle \sum _{}^{}{\frac {{v_{\mathrm {max} }}^{2}}{10^{4}}}}，單位為{\displaystyle 10^{4}kt^{2}}，前提條件是該系統必須具有純熱帶性質且風速大於等於35節。
| 萨菲尔-辛普森飓风风力等级 |    |    |    |    |    |    |
| TD                        | TS | C1 | C2 | C3 | C4 | C5 |

| 风暴名称    | 持续日期                | 风暴最高强度 | 1分钟最大持续风速 英里/小时 （公里/小时） | 最低气压 （毫巴） | 影响地区                                                           | 损失 （美元） | 死亡人数 | 參考資料 |
| ----------- | ----------------------- | ------------ | ----------------------------------------- | ----------------- | ------------------------------------------------------------------ | ------------- | -------- | -------- |
| 安德里亞    | 6月23日－6月24日        | 热带风暴     | 40 (65)                                   | 1014              | 無                                                                 | 無            | 無       |          |
| 巴里        | 6月28日－6月30日        | 热带风暴     | 45 (75)                                   | 1006              | 中美洲北部、尤卡坦半島、墨西哥東部、得克薩斯州                     | >$597萬       | 8        |          |
| 錢特爾      | 7月4日－7月7日          | 热带风暴     | 60 (95)                                   | 1002              | 美國東南部、中大西洋州份、美國東北部、加拿大大西洋省份             | >$5600萬      | 6        |          |
| 德克斯特    | 8月3日－8月7日          | 热带风暴     | 50 (85)                                   | 998               | 無                                                                 | 無            | 無       |          |
| 艾琳        | 8月11日－活躍中         | 五级飓风     | 160 (260)                                 | 915               | 佛得角、背風群島、波多黎各、伊斯帕尼奧拉島、卢卡亞群島、美國東海岸 | 未知          | 9        |          |
| 季節總結    |                         |              |                                           |                   |                                                                    |               |          |          |
| 5個熱帶氣旋 | 6月23日－（風季未結束） |              | 160 (260)                                 | 915               |                                                                    | >$6197萬      | 23       |          |

## 外部連結
- 美國國家颶風中心（页面存档备份，存于）
- 美國海軍實驗室（页面存档备份，存于）
- ACE（页面存档备份，存于）

- 2025年太平洋颱風季
- 2025年太平洋颶風季
- 2025年北印度洋氣旋季
- 2024－2025年西南印度洋熱帶氣旋季
- 2024－2025年澳洲地区热带气旋季
- 2024－2025年南太平洋熱帶氣旋季
- 2025－2026年西南印度洋熱帶氣旋季
- 2025－2026年澳洲地區熱帶氣旋季
- 2025－2026年南太平洋熱帶氣旋季